# واسه، هلند
واسه، هلند (به هلندی: Vasse, Netherlands) یک روستا در هلند است که در توبرگن واقع شده‌است.

## خصوصیات
واسه ۹۰۳ نفر جمعیت دارد.